# Amaro (Italia)
Amaro (Damâr in friulano) è un comune italiano di 842 abitanti in Friuli-Venezia Giulia.

## Geografia fisica
Il territorio del comune si trova in Carnia, provincia di Udine e l'abitato sorge ai piedi del Monte Amariana (1904 m). A sud, oltre il fiume Tagliamento si trova il Monte San Simeone (1505 m).

## Storia
Le prime testimonianze documentate sull'esistenza di Amaro risalgono alla fine del XIV secolo, anche se già in epoca romana si pensa che la zona fosse abitata visti i ritrovamenti di oggetti dell'epoca. Alcuni ritrovamenti testimoniano l'esistenza di una borgata già nel I secolo e i suoi abitanti probabilmente custodirono ponti barche e traghetti sulle vie di comunicazione e passaggio sui fiumi che si trovano sulle vie dirette alla valle del Danubio. Amaro fece parte ecclesiasticamente dell'abbazia di Moggio fino al 1777, anno in cui passò sotto l'arcidiaconato della Carnia. Il terremoto del Friuli del 1976 causò notevoli danni negli edifici ma nessun crollo, e questo grazie agli interventi seguiti al precedente sisma del 1928. Le nuove costruzioni recenti hanno rinnovato il centro che tuttavia conserva l'impianto storico originario.

### Simboli
Lo stemma e il gonfalone sono stati concessi con decreto del presidente della Repubblica del 7 febbraio 1969.
Nello stemma del comune è rappresentato un gambero d'acqua dolce, Amaro era conosciuto infatti in passato per l'abbondante presenza di gamberi di fiume nelle acque del Tagliamento.
Il gonfalone è un drappo partito d'azzurro e di bianco.

## Monumenti e luoghi d'interesse

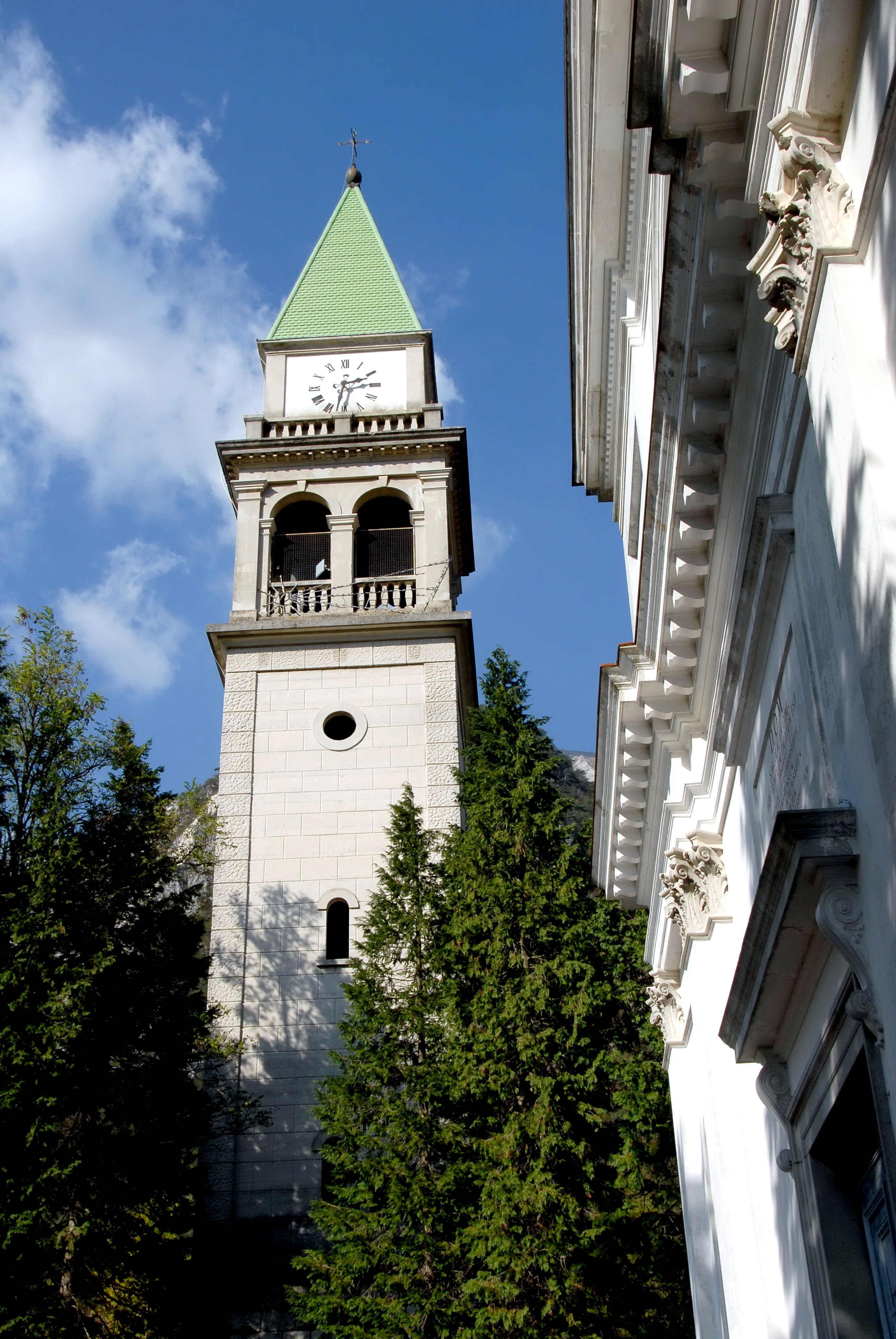
Chiesa di San Nicolò.

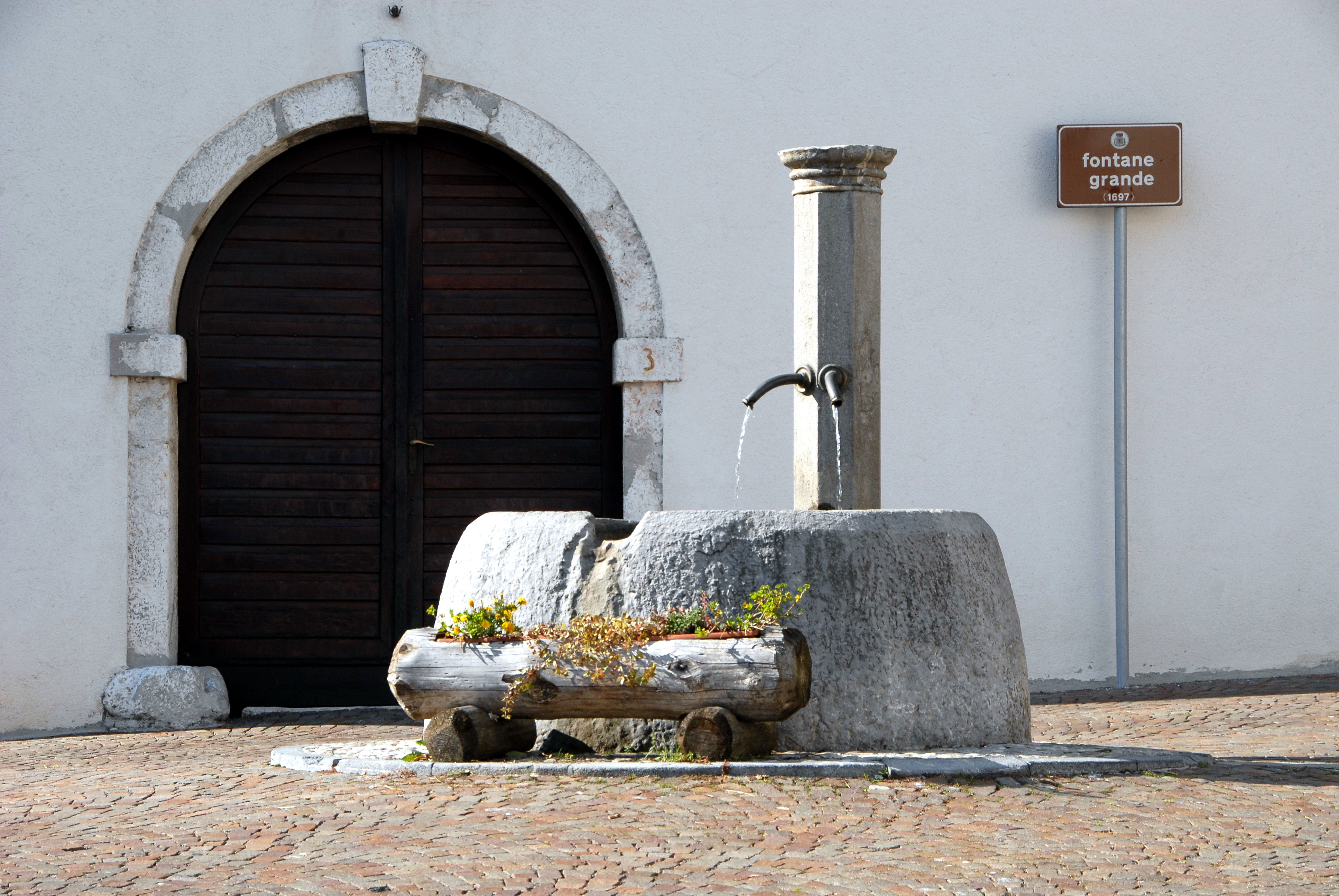
Fontane grande.

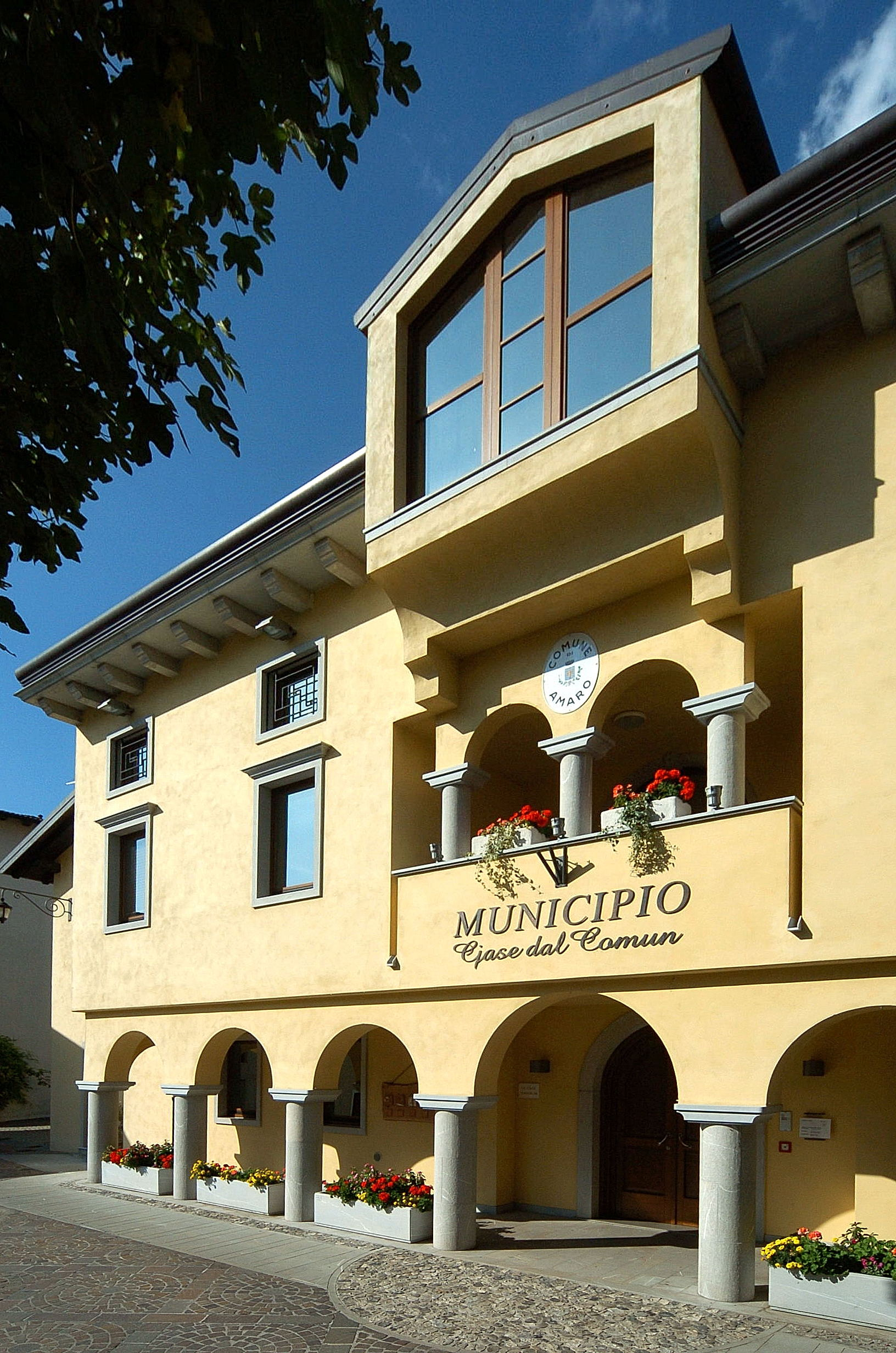
Municipio.

### Architetture religiose
- Chiesa parrocchiale di San Nicolò
- Chiesa di San Valentino
- Chiesetta della Maina

### Architetture civili
- Monumento ai Caduti
- Fontane grande

### Aree naturali
- Cascata del torrente Favarinis, che precipita per alcune decine di metri in una forra del monte Amariana nei pressi della frazione di Venzone.
- Laghetto di Cison. Si raggiunge scendendo dalla statale per una stradina che passa davanti al vecchio mulino Rainis.

## Società

### Evoluzione demografica
Abitanti censiti

### Lingue e dialetti
Ad Amaro, accanto alla lingua italiana, la popolazione utilizza la lingua friulana. Ai sensi della Deliberazione n. 2680 del 3 agosto 2001 della Giunta della Regione Autonoma Friuli-Venezia Giulia, il Comune è inserito nell'ambito territoriale di tutela della lingua friulana ai fini della applicazione della legge 482/99, della legge regionale 15/96 e della legge regionale 29/2007).
La lingua friulana che si parla ad Amaro rientra fra le varianti appartenenti al friulano carnico.

## Economia
Amaro è sede di attività industriali, artigianali e commerciali, favorito in questo dalla posizione geografica del comune ("porta" della Carnia) e dalla vicinanza alla A23. 
Per agevolare e dare impulso allo sviluppo di tutta la Carnia e delle zone montane, ad Amaro è sorta la sede dell'Agenzia regionale per la montagna (Agemont). È sede anche della CIRMont, Centro Internazionale di Ricerca per la Montagna.
Nel 2003 è stato inaugurato il primo centro commerciale della Carnia che comprende un ipermercato. Buon successo hanno avuto le iniziative nell'ambito dell'informatica e in zona è nata l'Eurotech.

## Amministrazione
| Periodo | Periodo   | Primo cittadino     | Partito                      | Carica  |
| ------- | --------- | ------------------- | ---------------------------- | ------- |
| 1995    | 2009      | Silvano Tomaciello  | coalizione di Centrosinistra | Sindaco |
| 2009    | 2024      | Laura Zanella       | Lista civica                 | Sindaco |
| 2024    | in carica | Cristiana Mainardis | Lista civica                 | Sindaco |

### Altre informazioni amministrative
Il comune fa parte dell'associazione intercomunale Conca Tolmezzina costituita nel 2006 insieme ai comuni di Cavazzo Carnico, Tolmezzo e Verzegnis. Il comune non ha frazioni.